# Thaddäus Zajaczkowski

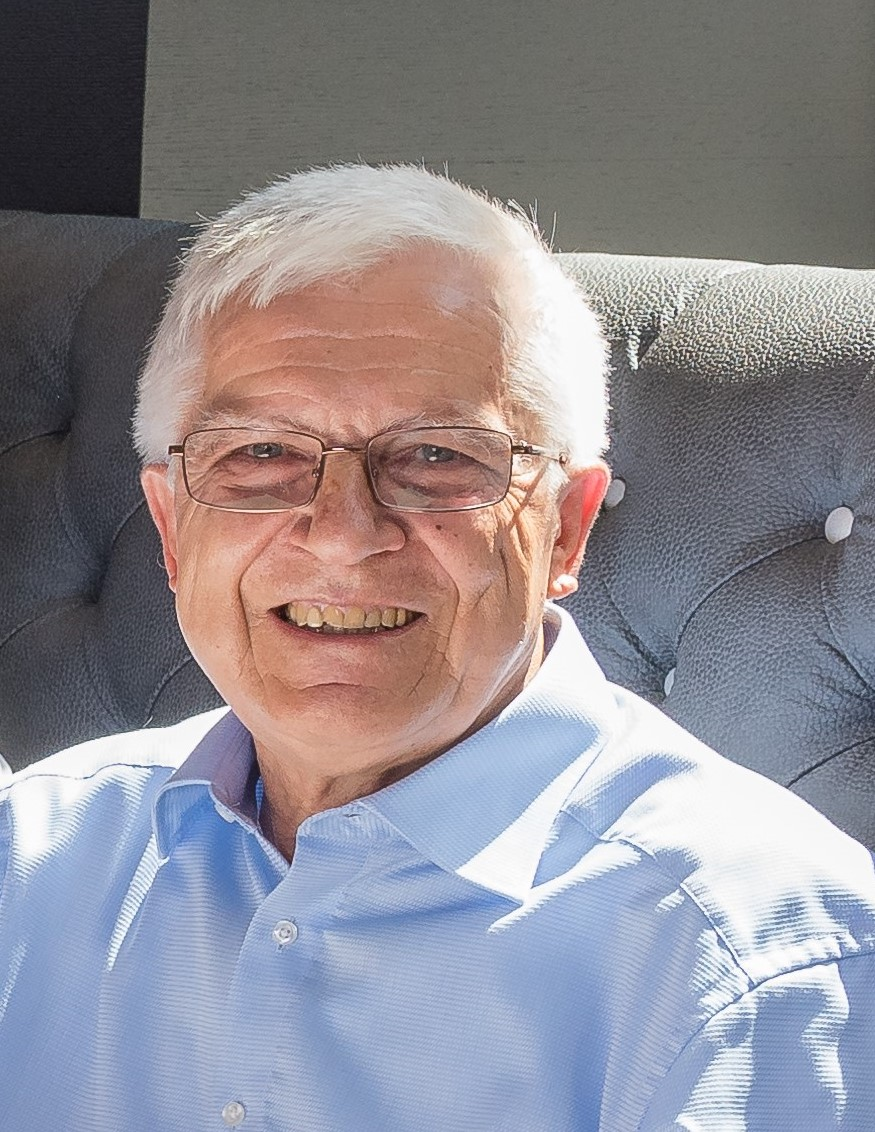
Thaddäus Zajaczkowski (2018)

Thaddäus Zajaczkowski (polnisch Tadeusz Zajączkowski; * 10. November 1939 in Cząstków Polski (heute zur Gmina Czosnów), Masowien, damals im Landkreis Płońsk, Ostpreußen; † 5. Dezember 2023 in Essen) war ein polnisch-deutscher Chirurg, Urologe und Medizinhistoriker.

## Leben
Zajaczkowski war der Sohn des Landwirts Hieronim Zajączkowski (1911–1990) und seiner Frau Genowefa geb. Topolska (1921–2017). Seine unter der Besatzung ausgestellte deutsche Geburtsurkunde wurde nach dem Krieg vernichtet. Er besuchte ab 1945 die Grundschule in Cząstków Mazowiecki und ab 1953 das Lyzeum in Modlin. 1957 bestand er die Abiturprüfung.

### Stettin
Ab 1958 studierte er an der Pommerschen Medizinischen Akademie Medizin. Nach dem Staatsexamen am 26. Juli 1964 war er vom 1. Oktober 1964 bis zum 31. Mai 1966 Medizinalassistent in Abteilungen für Pädiatrie, Innere Medizin, Chirurgie, Gynäkologie und Geburtshilfe vom Städtischen Krankenhaus Stettin. Als Arzt approbiert, war er anschließend zwei Jahre Stabsarzt der Polnischen Landstreitkräfte in Stettin. In jener Zeit begann er als Volontär die chirurgische Facharztausbildung bei Jan Kortas in der I. Chirurgischen Klinik der Pommerschen Medizinischen Akademie. Am 1. Juni 1968 wechselte er zu Rafał Heftmann in der II. Chirurgie. Seit dem 8. Oktober 1969 Facharzt für Allgemeinchirurgie, durchlief er noch die vierjährige  Urologenausbildung bei Alfons Wojewski. Mit einer Doktorarbeit über Nierenausgusssteine wurde er am 22. November 1972 in Stettin zum Dr. med. promoviert. Er war Austauscharzt bei Wilhelm Sinner in Rostock (1969) und Gastarzt in Warschau (1971, 1972, 1975), Krakau (1973), Kattowitz (1974) und Lund (1974). Im Sommer 1973 fuhr er drei Monate als Schiffsarzt auf M/S Gryf Pomorski, dem Mutterschiff der polnischen Hochseefischerei. Nachdem er am 31. Oktober 1973 in Warschau die Facharztprüfung für Urologie bestanden hatte, war er ab 1. Januar 1974 Oberarzt in der urologischen Klinik der Pommerschen Akademie.

### Ruhrgebiet
Als Anästhesistin arbeitete Zajaczkowskis Frau wiederholt in Kopenhagen. Im Sommer 1975 von ihrem Mann besucht, stieß sie auf eine Stellenausschreibung in Westdeutschland. Dorthin übersiedelte die Familie am 12. September 1975. Zajaczkowski fand zwar sogleich eine Anstellung im Katholischen Klinikum Duisburg, musste sich aber in der großen Chirurgischen Abteilung des St.-Barbara-Hospitals in Hamborn als Assistenzarzt wieder „hinten anstellen“. Nach einem halben Jahr konnte er – noch als Assistenzarzt – zum 1. April 1976 in die Urologie des Marienhospitals Altenessen wechseln. Im August 1976 wurde sein polnischer Doktorgrad vom Land Nordrhein-Westfalen anerkannt und im November 1976 die Einbürgerung als Deutscher zuerkannt. 1977 erhielt er die deutsche Approbation als Arzt und die Anerkennung als Urologe. Nachdem er 1977 in Krankenhaus Barmen hospitiert hatte, wurde er 1978 Oberarzt am Marienhospital. 1984 besuchte er die Urologen Pablo Morales in New York City und Victor Politano in Miami. Bei der Ärztekammer Nordrhein qualifizierte er sich 1996 in Spezieller Urologischer Chirurgie. Für das Akademische Lehrkrankenhaus unterrichtete er jahrelang Medizinstudenten der Universität Duisburg-Essen. Nach der Pensionierung seines Chefs Winfried Straube blieb er noch drei Jahre bei Robert Wammack in der Neurourologie. Nach 28 Jahren in Altenessen wurde er zum 1. Januar 2006 pensioniert. Mit seiner Frau lebte er in Mülheim an der Ruhr. 2016 zogen beide nach Essen.

### Familie

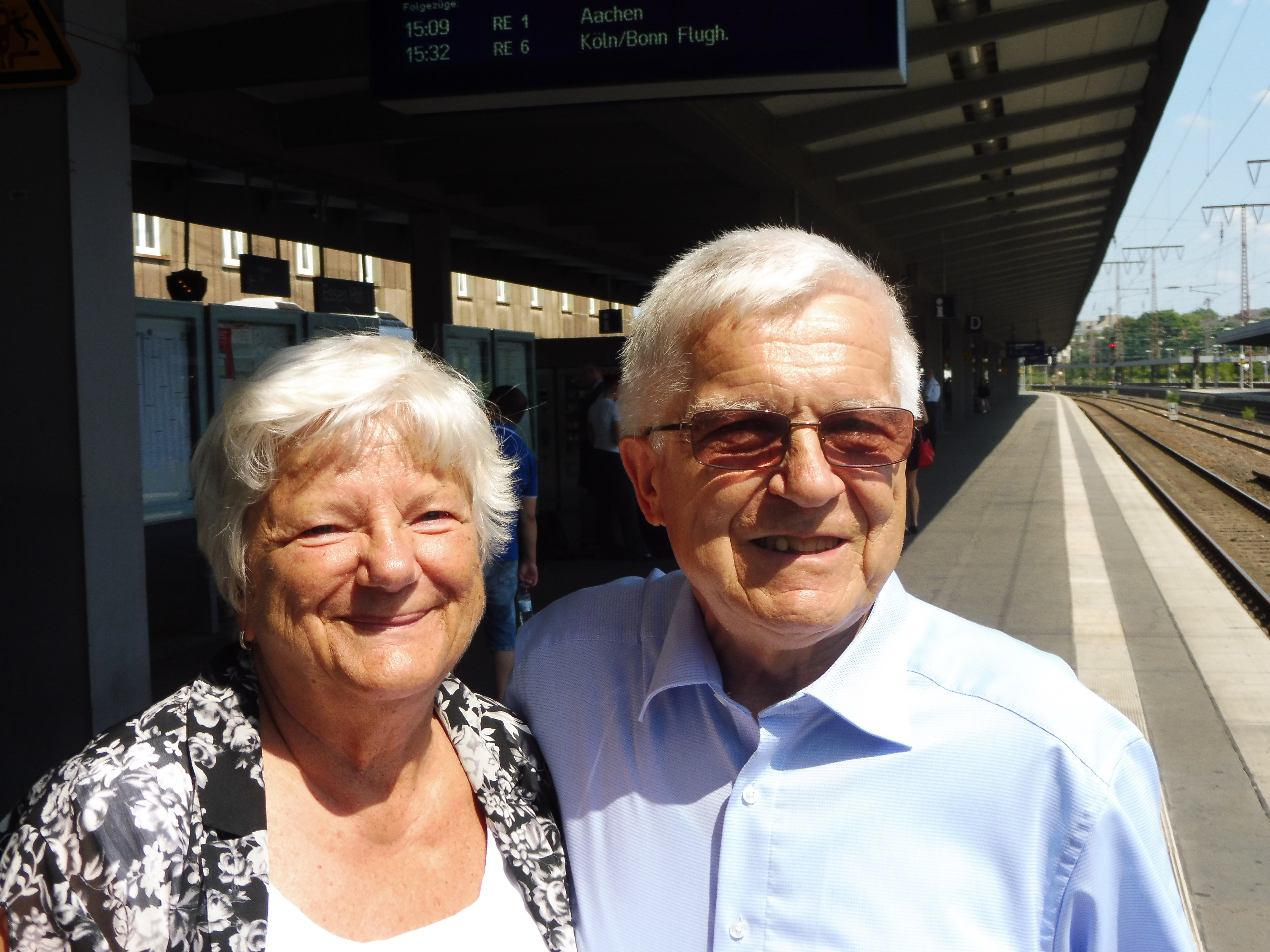
Ehepaar Zajaczkowski (2018)

Zajaczkowski war seit 1966 mit der Anästhesistin Elisabeth Maria geb. Wojewski (poln. Elżbieta Maria geb. Wojewska, * 3. September 1942, † 20. Dezember 2021) verheiratet. Der Ehe entstammen die Söhne Andreas Paul (1967) und Anton Michael (1969), beide Zahnärzte. Über seinen Schwiegervater und Lehrer schrieb Zajaczkowski den Nachruf und mehrere Publikationen.

## Werk
Zajaczkowski befasste sich mit der Geschichte der (endoskopischen) Urologie, die in früher deutschen Kliniken Polens vorangetrieben wurde. Er hat „vergessene“ Chirurgen wie Franz von Paula Gruithuisen, Johann von Mikulicz, Ludwik Rydygier, Arthur Barth, Heinrich Klose und Antoni Jurasz in Erinnerung gebracht. Seine Publikationsliste umfasst gut 170 urologische und medizingeschichtliche Arbeiten. Für die polnische Przegląd Urologiczny (Urologievorschau) ist er Beirat (2008) und Rubrikherausgeber für Geschichte der Urologie (2011). Seit 2012 verband ihn eine produktive Kollegenfreundschaft mit Rüdiger Döhler.

### Urologie (Auswahl)

#### Stettin
- Non-differentiated malignant neoplasm of the prostate in a 20-year-old man. Pol. Przeg. Chirur. 41 (1969), S. 1215–1217.
- mit Alfons Wojewski: Remarks on the urological operations on patients with diabetes mellitus. Pol. Przeg. Chir. 41 (1969), S. 1145–1150.
- mit A. Wojewski: Urolithiasis and pregnancy. Ginekol. Pol. 41 (1970), S. 287–291.
- mit A. Wojewski, S. Krasoń, Z. Ołowski, W. Słuczanowski: Trauma to the genitourinary tract. Int. Urol. Nephrol. 2 (1970), S. 359–368.
- Remarks on the problem of surgical treatment for injuries to the kidneys with preservation of the organ. Pol. Przeg. Chir. 43 (1971), S. 375–379.
- mit K. Szyszka, E. Wojewska-Zajączkowska, A. Abucewicz: Influence of serotonin, deseril and cynarae on the antiparacoagulanting activity of aorta of albino rats in chronic carbon disulphide intoxication. Med. Pracy. 22 (1971), S. 611–615.
- mit A. Wojewski: Analysis of violent hemorrhages occurring in the course of urologic surgery. Pol. Przeg. Chir. 44 (1972), S. 385–388.
- mit A. Wojewski, L. Samochowiec, K. Szyszka, E. Wojewska-Zajączkowska, A. Abucewicz: Soluble fibrin monomer complexes, plasma fibrinolytic activity and aortic wall. Antiparacoagulating activity in albino rats exposed to carbon disulphide. Thrombosis et diathesis haemorrhagica 27 (1972), S. 72–76.
- mit J. Kiczak, K. Szyszka, A. Abucewicz: The picture of peripheral blood and bone marrow of albino rats in experimental chronic carbon disulphide poisoning. Med. Pracy. 23 (1972), S. 265–272.
- mit E. Szmatloch, W. Bobnis, W. Grudziński: Case of pheochromocytoma diagnosed as neurasthenic neurosis. Wiad. Lek. 25 (1972), S. 1203–1206.
- mit J. Wójcicki, Ławczyński: Effect of polyenophosphatidylcholine on the antiparacoagulating activity of the aorta and fibrin monomer complexes in chronic experimental alcoholism. Pol. Tyg. Lek. 30 (1975), S. 237–238.
- A contribution to treatment of renal malignant tumours. Pol. Przeg. Chir 47 (1975), S. 273–278.
- mit Kiczak J, Wójcicki J, Ławczyński L.: Peripheral blood and myelogram in white rats chronically poisoned with ethanol and receiving essential phospholipids. Archivum immunologiae et therapiae experimentalis 23 (1975), S. 297–302.
- Diagnostic difficulties and errors in ureteral urolithiasis. Pol. Przeg. Chir. 47 (1975), S. 1463–1467.

#### Essen
- mit A. Abucewicz, K. Szyszka, E. Wojewska-Zajączkowska: Blood fibrinolytic activity in acute pancreatitis in white rats. Pol. Przeg. Chir. 48 (1976), S. 133–138.
- mit J. Kiczak, J. Wójcicki: Normal values of blood morphotic elements, haematocrit and bone marrow cell pattern in adult Wistar rats. Acta physiol. Pol. 27 (1976), S. 183–189.
- mit A. Wojewski: Malignant tumours of the renal pelvis. Int. Urol. Nephrol. 8 (1976), S. 99–106.
- Bladder sarcoma in adults. Wiad. Lek. 29 (1976), S. 857–860.
- mit K. Narożnik, E. Marcickiewicz: Concerning diagnosis of malignant tumours of the renal pelvis. Pol. Przeg. Chir. 48 (1976), S. 1319–1325.
- mit A. Wojewski: Experiences in treating cancer of the bladder. Int. Urol. Nephrol. 9 (1977), S. 231–234.
- mit Z. Altiparmak, W.Straube und W. Schlake: Selım testıs ve epıdıdım tümör olgularimizda. Organ koroyucu yaklașimlar [Gutartige Tumoren der Hoden und Nebenhoden]. Türk Urolojı Dergısı 14 (1988), S. 571–576.

### Medizingeschichte (Auswahl)
- mit Elisabeth Wojewski-Zajaczkowski: Entwicklung des Städtischen Krankenhauses in Stettin. Anfänge der Urologie in Stettin, 1. Teil. Der Urologe 44 (2005), S. 73–80; 2. Teil 45 (2006), S. 1006–1016.
- Joseph Dietl (1804–1878). Reformer der Medizin und sein Beitrag für die Urologie. Der Urologe 45 (2006), S. 85–94.
- Johann Anton von Mikulicz-Radecki (1850–1905) – a pioneer of gastroscopy and modern surgery: his credit to urology. World Journal of Urology 26 (2008), S. 75–86.
- Felix Hagen – West Pomerania’s pioneer urologist. European Urology Today 32 (2008).
- Ludwik von Rydygier (1850–1920) – pioneer of gastric surgery and his contribution to urology. Central European Journal of Urology 62 (2009), S. 233–236.
- mit Andreas Paul Zamann: Johannes Anton Freiherr von Mikulicz-Radecki (1850–1905). Sein Beitrag zur Urologieentwicklung. Der Urologe 49 (2010), S. 280–285.
- mit Andreas Paul Zamann: Julius Bruck (1840–1902) and his influence on the endoscopy of today. World Journal of Urology 22 (2004), S. 293–303. doi:10.1007:s00345-003-0387-3.
- mit F. H. Moll, M. Krischel, P. Rathert: „Meine erste Begegnung mit der deutschen Urologie (1937).“ Stefan Wesołowski (1908–2009) – Eine Quelle im Archiv der Deutschen Gesellschaft für Urologie vom ältesten korrespondierenden Mitglied und Förderer polnisch-deutschen Beziehungen. Der Urologe 49 (2010), S. 1287–1293.
- The beginnings of antituberculosis service in Stettin. Hermann Braeuning – the first director of the Tuberculosis Hospital in Stettin-Hohenkrug (Szczecin-Zdunowo). Annales Academiae Medicae Stetinensis 57 (2011), S. 105–109.
- Franz von Paula Gruithuisen – Vorreiter der Lithotripsie. Endo-Press, Tuttlingen 2011, ISBN 978-3-89756-340-7. GoogleBooks.
- The Tuberculosis Hospital in Hohenkrug, Stettin, Department of Genitourinary Tuberculosis. Annales Academiae Medicae Stetinensis 58 (2012), S. 66–76.
- mit R. Döhler und Anton M. Zamann: Ludwig von Riediger (Ludwik Rydygier) – ein großer, in Deutschland vergessener Chirurg. Der Chirurg 84 (2013), S. 602–606. doi:10.1007/s00104-013-2496-x.
- History of education in medicine and surgery, first hospitals – development of urology in Danzig/Gdańsk. Annales Academiae Medicae Stetinensis 60 (2014), S. 118–133.  Online-Version
- Wilhelm Paul Sinner (1915–1976). Pionier uniwersyteckiej urologii w Rostocku, członek honorowy Polskiego Towarzystwa Urologicznego z 1974 roku. Prz. Urol. 4 (2015), S. 86–93.
- mit R. Döhler: Geist und Handwerk – der Chirurg Heinrich Klose. Der Chirurg 87 (2016), S. 614–618. doi:10.1007/s00104-016-0201-6.
- mit Roman Sosnowski, Maria Ciesielka, Ewa Wiatr, Agnieszka Zajączkowska-Droźdź, Adam Dylewski und Bolesław Kuzaka: A brief history of the Polish urology at the turn of the 19th and 20th century, in: Dirk Schultheiss, Friedrich Moll: Urology under the Swastika, S. 94–107 (online verfügbar).
- The life and doings of Doctor Wilhelm Schultze (1840–1924) – The co-founder of Lister`s  antiseptic method in Germany and founder of antiseptics in Japan. De Historia Urologiae Europaeae 24 (2017), S. 197–217.
- mit R. Döhler und Jörg Wiesner: Großer Mann der zweiten Reihe – der Danziger Chirurg Arthur Barth. Chirurgische Allgemeine 18. Jahrgang, 9. Heft, 2017, S. 436–439.
- Helena Kornella – the  fateful life of the first female urologist in  Poland. Women in medicine and urology – a short contribution. Hist. Urol. Europ. 27 (2020), S. 121–148.
- mit R. Döhler: Der polnische Chirurg Antoni Jurasz – Frankfurt, Posen, Edinburgh, New York. Der Chirurg 90 (2019), S. 762–768. doi:10.1007/s00104-019-1002-5.
- mit Anton M. Zamann: Entwicklung der Medizin in Wilna. Anfänge der Urologieetablierung am Beispiel von Kornel Michejda (1887–1960) und Simon Perlmann (1898–1948). Der Urologe 59 (2020), S. 469–477. doi:10.1007/s00120-019-0907-4.
- mit R. Döhler: Wilhelm Schultze – „Listers Apostel“ in Deutschland und Japan. Chirurgische Allgemeine 21. Jahrgang, 11.+12. Heft,  2020, S. 585–589.
- mit R. Döhler und Caris-Petra Heidel: Johann Adam Kulmus – zur Bedeutung seiner anatomischen Tabellen für die Chirurgie in Europa und für die Medizinerausbildung in Japan. Der Chirurg 61 (2020), S. 1070–1077. doi:10.1007/s00104-020-01231-6.
- mit R. Döhler: Wilhelm Baum – Pionier der Danziger Chirurgie, Mentor und Lehrer von Theodor Billroth, Ordinarius in Greifswald und Göttingen. Der Chirurg 92 (2021), S. 1147–1154. doi:10.1007/s00104-021-01501-x
- mit R. Döhler: Antoni Tyzenhauz (1733–1785) – inicjator rozwoju przemysłu, nauki, kultury i sztuki w Wielkim Księstwie Litewskim, założyciel Szkoły Położnych i Szkoły Lekarskiej w Grodnie [Initiator der Entwicklung von Industrie, Wissenschaft, Kultur und Kunst, Gründer der Hebammenschule und der medizinischen Schule in Grodno]. Przegląd Urologiczny 2022/2, S. 82–86.
- mit R. Döhler: Felix Hagen – Pionier der Urologie in Pommern. Chirurgische Allgemeine 2022.

### Vorträge
- Die erste Medizinische Akademie in Danzig (1935–1945). Professor Heinrich Klose (1879–1968). Urologie in Danzig. 61. Kongress der Deutschen Gesellschaft für Urologie, Dresden 17. September 2009. Abstracts (Memento vom 6. Februar 2011 im Internet Archive) (PDF; 780 kB)
- Zur Entwicklung und Etablierung der Urologie in Lemberg, Galizien. Stanisław Laskownicki (1892–1976). Professor für Urologie an der Universität Lwiw. Deutscher Urologenkongress 2010
- Zur Entwicklung und Etablierung der Urologie in Breslau. Florian Nowacki (1902–1957). Begründer der ersten Urologischen Universitätsklinik in Wrocław.

## Ehrungen
- Złota Odznaka Zrzeszenia Studentów Polskich [Goldenes Abzeichen der Polnischen Studentenvereinigung]. Legitymacja Nr. 697, Warschau, 26. Juni 1966
- Ehrenmitglied der Polnischen Gesellschaft für Urologie (2010)[6]